# HoyxHoy
HoyxHoy (pronunciado Hoy por Hoy) es un periódico chileno de distribución gratuita. Es propiedad de Gestión Regional de Medios S.A. (filial de El Mercurio Sociedad Anónima Periodística), dueña de varios sitios web regionales y de las radios Digital, Universo y Positiva FM.

## Historia
Tras varios meses de trabajo por parte de El Mercurio, HoyxHoy fue lanzado el 1 de octubre de 2012.
Su primer director fue el periodista Juan Pablo Meneses, un cronista denominado como inventor del "periodismo portátil".[cita requerida] Definió al medio con la misión de llevar información independiente y ser "una red social de papel". 
Tiene las secciones de Actualidad, Tendencias, Espectáculos, Deportes y Panoramas. Además, tiene una página doble llamada La historia de Hoy.
El periódico ha contado con columnistas conocidos como la escritora Paulina Flores, la animadora Katherine Salosny, la chef internacional Virginia Demaria, el académico Felipe Cussen, la modelo Kenita Larraín, la psiquiatra María Luisa Cordero, la directora de Vegetarianos Chile Ignacia Uribe, el fallecido exfutbolista y comentarista deportivo Eduardo Bonvallet y el periodista deportivo Fernando Solabarrieta. Para el Mundial de Brasil en 2014 fueron columnistas del diario los destacados escritores Martín Caparrós e Argentina y Juan Villoro de México. 
Desde su fundación, es el diario de Chile donde publica sus historias el dibujante argentino Liniers. También se publica Condorito.
Cuando nació, la novedad de este medio escrito era que cada página tiene asociada un hashtag de Twitter al tema principal, como ocurre por ejemplo en una nota sobre el retiro del músico Florcita Motuda (#FlorMotudaseretira).
Desde 2020, posee una edición para las ciudades de Antofagasta y Concepción, que combina contenidos regionales con la edición de Santiago.